# Rosanna Arquette
Rosanna Lisa Arquette (New York, 10 agosto 1959) è un'attrice statunitense.

## Biografia
Rosanna Arquette nasce a New York. Suo padre era l'attore Lewis Arquette e suo nonno il comico Cliff Arquette, meglio ricordato per il personaggio di "Charley Weaver", una parodia dell'originale Hollywood Squares. Il padre della Arquette si convertì all'Islam ed era un discendente dell'esploratore Meriwether Lewis. Suoi fratelli sono gli attori Richmond, Patricia, Alexis e David Arquette. Nel 1963 la famiglia della Arquette si trasferisce a Chicago, dove suo padre dirige il cinema "The Second City" per diverso tempo. Quando ha 11 anni, i suoi genitori si trasferiscono a Front Royal, in Virginia, dove lei frequenta la scuola locale, ottenendo però dei risultati mediocri. Nel 1974 viaggia in autostop con tre ragazzi più grandi fino a San Francisco, dove lavora alle fiere del Rinascimento e di Charles Dickens.
Il suo debutto come attrice avviene a teatro il 27 maggio 1977, nel musical storico su Le metamorfosi di Ovidio al Callboard Theatre di Melrose Place a Los Angeles. Il successo al cinema arriva nel 1985 quando è protagonista con l'emergente Madonna del film Cercasi Susan disperatamente e per il quale vince il BAFTA ed ottiene una nomination al Golden Globe. Nel 1994 entra nel cast di Pulp Fiction e nel 2000 è coprotagonista con Bruce Willis di FBI: Protezione testimoni. Guest star in numerose serie TV, nel 2002 è regista del film documentario Searching for Debra Winger. Nel film, la Arquette intervista diverse attrici di successo, tra i 30 e i 60 anni, per cercare di scoprire quale sia il segreto per una donna per coniugare famiglia e lavoro.

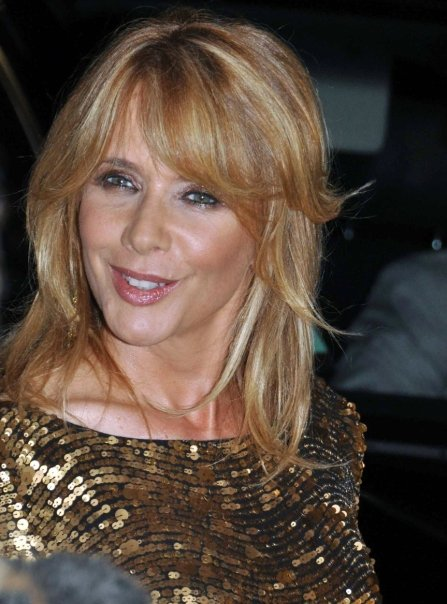
Rosanna Arquette al Festival di Cannes 2009

## Vita privata
Si sposa una prima volta nel 1979 con il compositore e regista Tony Greco, ma i due divorziano nell'ottobre 1980. Successivamente fu fidanzata con Steve Porcaro, tastierista dei Toto; si diffuse anche la notizia che il brano Rosanna fosse dedicato a lei, ma l'informazione pare essere falsa. In seguito fu legata per alcuni anni a Peter Gabriel, divenendo la sua musa ispiratrice per il brano In your eyes.
Dal 1986 al 1987 fu sposata con il compositore James Newton Howard. Nel 1993 la Arquette sposa il restauratore John Sidel ed un anno dopo nasce la sua unica figlia, Zoe Blue Sidel. Arquette inizia a lavorare intensamente, il che significa un costante allontanamento da casa: le tensioni create da ciò, così come la morte della madre per tumore al seno, portano la coppia al divorzio nel 1999. Negli anni successivi la Arquette ha promosso una campagna contro il tumore al seno. Nell'agosto del 2013 ha sposato, dopo due anni di fidanzamento, l'investitore finanziario Todd Morgan.

## Filmografia

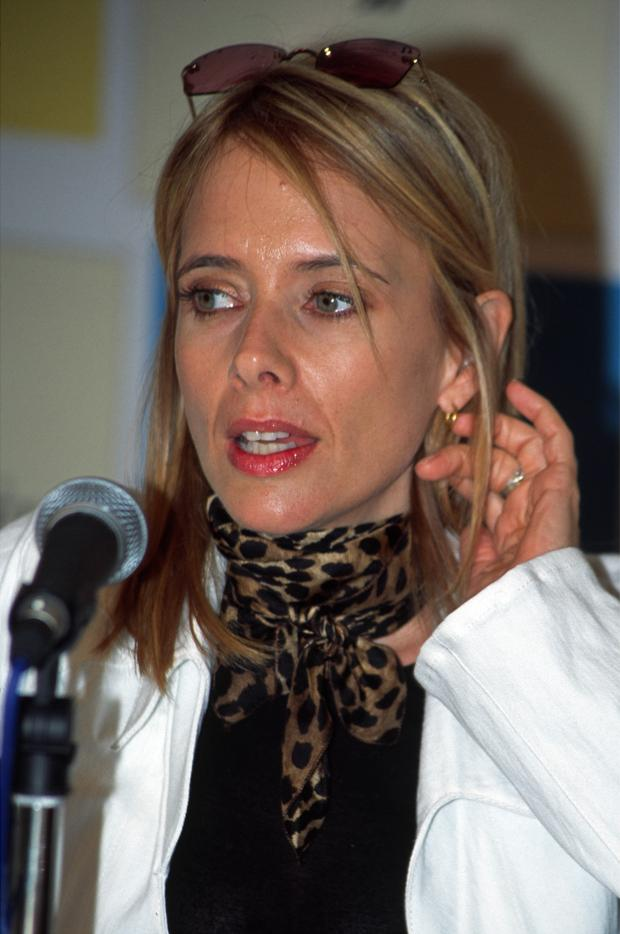
Rosanna Arquette al Festival di Cannes 2002

### Cinema
- American Graffiti 2 (More American Graffiti), regia di Bill L. Norton (1979)
- S.O.B., regia di Blake Edwards (1981)
- Promesse, promesse (Baby It's You), regia di John Sayles (1983)
- Cercasi Susan disperatamente (Desperately Seeking Susan), regia di Susan Seidelman (1985)
- Fuori orario (After Hours), regia di Martin Scorsese (1985)
- Aviator - Amore tra le nuvole (The Aviator), regia di George Trumbull Miller (1985)
- Silverado, regia di Lawrence Kasdan (1985)
- 8 milioni di modi per morire (8 Million Ways to Die), regia di Hal Ashby (1986)
- Offresi amore teneramente (Nobody's Fool), regia di Evelyn Purcell (1986)
- Donne amazzoni sulla Luna (Amazon Women on the Moon), regia di Joe Dante e Carl Gottlieb (1987)
- Le Grand Bleu, regia di Luc Besson (1988)
- New York Stories, episodio Lezioni di vero, regia di Martin Scorsese (1989)
- Arcobaleno nero (Black Rainbow), regia di Mike Hodges (1989)
- Wendy Cracked a Walnut, regia di Michael Pattinson (1990)
- L'ultimo attacco (Flight of the Intruder), regia di John Milius (1991)
- The Linguini Incident, regia di Richard Shepard (1991)
- Presagio di morte (Fathers & Sons), regia di Paul Mones (1992)
- Accerchiato (Nowhere to Run), regia di Robert Harmon (1993)
- Pulp Fiction, regia di Quentin Tarantino (1994)
- Cerca e distruggi (Search and Destroy), regia di David Salle (1995)
- Crash, regia di David Cronenberg (1996)
- Chi pesca trova (Gone Fishin'), regia di Christopher Cain (1997)
- L'impostore (Deceiver), regia di Jonas Pate (1997)
- Fine della corsa (Do Me a Favor), regia di Sondra Locke (1997)
- Buffalo '66, regia di Vincent Gallo (1998)
- Ricominciare a vivere (Hope Floats), regia di Forest Whitaker (1998)
- Hell's Kitchen - Le strade dell'inferno (Hell's Kitchen), regia di Tony Cinciripini (1998)
- FBI: Protezione testimoni (The Whole Nine Yards), regia di Jonathan Lynn (2000)
- Things Behind the Sun, regia di Allison Anders (2001)
- Posta del cuore (Good Advice), regia di Steve Rash (2001)
- Diario di un'ossessione intima (Diary of a Sex Addict), regia di Joseph Brutsman (2001)
- Ball Don't Lie, regia di Brin Hill (2008)
- Growing Op, regia di Michael Melski (2008)
- American Pie presenta: Il manuale del sesso (American Pie Presents: Book of Love), regia di John Putch (2009)
- Repo Chick, regia di Alex Cox (2009)
- Una tragica scelta (Inhale), regia di Baltasar Kormákur (2010)
- The Divide, regia di Xavier Gens (2011)
- Peace, Love & Misunderstanding, regia di Bruce Beresford (2011)
- Draft Day, regia di Ivan Reitman (2014)
- Lovesong, regia di So Yong Kim (2016)
- Billionaire Boys Club, regia di James Cox (2018)

### Televisione
- Spiaggia a Zuma (Zuma Beach), regia di Lee H. Katzin – film TV (1978)
- La famiglia Bradford (Eight Is Enough) – serie TV, episodio 3x21 (1979)
- L'esecuzione (The Executioner's Song), regia di Lawrence Schiller – miniserie TV (1982)
- In difesa dell'assassino (I Know What You Did), regia di Chuck Bowman – film TV (1998)
- Will & Grace – serie TV, episodi 5x13, 5x16 (2002)
- Un grido nel buio (In the Deep Woods), regia di Charles Correl – film TV (2002)
- The Practice - Professione avvocati (The Practice) – serie TV, 1 episodio (2003)
- Velocità estrema (Rush of fear), regia di Walter Klenhard – film TV (2003)
- Summerland – serie TV, 1 episodio (2004)
- The L Word – serie TV, 5 episodi (2004-2007)
- Law & Order: Criminal Intent – serie TV, 1 episodio (2005)
- Malcolm (Malcolm in the Middle) – serie TV, 1 episodio (2005)
- Grey's Anatomy – serie TV, episodio 2x11 (2006)
- A proposito di Brian (What About Brian) – serie TV, 24 episodi (2006-2007)
- Medium – serie TV, episodio 4x11 (2008)
- Private Practice – serie TV, 2 episodi (2010)
- Ray Donovan – serie TV, 3 episodi (2013)
- Law & Order - Unità vittime speciali (Law & Order: Special Victims Unit) – serie TV, episodio 15x14 (2014)
- CSI: Cyber – serie TV, episodio 1x08 (2015)
- Ratched – serie TV, 2 episodi (2020)
- Presunto innocente (Presumed Innocent) – serie TV, episodio 1x03 (2024)

## Riconoscimenti
- Emmy Award
  - 1984 – Candidatura alla miglior attrice non protagonista in un film TV per The Executioner's Song
- Golden Globe
  - 1986 – Candidatura alla miglior attrice protagonista per Cercasi Susan disperatamente
- Premio BAFTA
  - 1986 – Miglior attrice protagonista per Cercasi Susan disperatamente
- Independent Spirit Award
  - 1986 – Candidatura alla miglior attrice protagonista per Cercasi Susan disperatamente
- Jupiter Award
  - 1986 – Candidatura alla miglior attrice protagonista per Cercasi Susan disperatamente
  - 2019 – Premio alla carriera

## Doppiatrici italiane
Nelle versioni in italiano delle opere in cui ha recitato, Rosanna Arquette è stata doppiata da:
- Roberta Paladini in Fuori orario, Offresi amore teneramente, Pulp Fiction, American Pie presenta: Il manuale del sesso, Una tragica scelta
- Emanuela Rossi in Silverado, Accerchiato, Un grido nel buio, Medium, Ray Donovan
- Francesca Guadagno in Cerca e distruggi, Crash, L'impostore, Will & Grace
- Isabella Pasanisi in S.O.B., Chi pesca trova, Diario di un'ossessione intima, Summerland
- Tiziana Avarista in Malcolm, Peace, Love & Misunderstanding, Florida Man
- Roberta Greganti in Posta del cuore, A proposito di Brian, The L Word: Generation Q
- Micaela Esdra in 8 milioni di modi per morire, Hell's Kitchen - Le strade dell'inferno
- Alessandra Cassioli in The Practice - Professione avvocati, Grey's Anatomy
- Pinella Dragani in FBI: Protezione testimoni, Luci d'inverno
- Irene Di Valmo in Billionaire Boys Club, Signs of Love - I segni dell'amore
- Paola Del Bosco in In difesa dell'assassino
- Barbara Berengo Gardin in Anni sessanta
- Liliana Sorrentino in Cercasi Susan disperatamente
- Margherita Sestito in New York Stories
- Eleonora De Angelis in Le grand bleu
- Francesca Fiorentini in Buffalo '66
- Anna Radici in Law & Order: Criminal Intent
- Chiara Colizzi in The L Word
- Cristina Boraschi in Draft Day
- Claudia Catani in Private Practice
- Alessandra Korompay in Big Sky

Da doppiatrice è sostituita da:
- Antonella Giannini in Battaglia per la Terra 3D